# 楊國璋 (清朝)
楊國璋（?—?），廣東省潮州府大埔縣人，清朝政治人物、進士出身。
光緒三年（1877年），参加丁丑科殿試，登進士二甲第81名。同年五月，分部學習。